# 洛格莱姆
洛格莱姆（法語：Logelheim，法語發音：[loɡəlaim] ⓘ）是法国上莱茵省的一个市镇，属于科尔马-里博维莱区。

## 地理
洛格莱姆（48°1'17"N, 7°24'29"E）面积4.33 平方千米，位于法国大東部大區上莱茵省，该省份为法国东部内陆省份，是阿尔萨斯的一部分，今与下莱茵省组成了阿尔萨斯欧洲集体，其北临下莱茵省，西接孚日省，西南接贝尔福地区省，东侧沿莱茵河与德国相望，南与瑞士接壤。
与洛格莱姆接壤的市镇（或旧市镇、城区）包括：孙多芬、阿彭维尔、埃滕什拉格、圣克鲁瓦昂普莱讷。
洛格莱姆的时区为UTC+01:00、UTC+02:00（夏令时）。

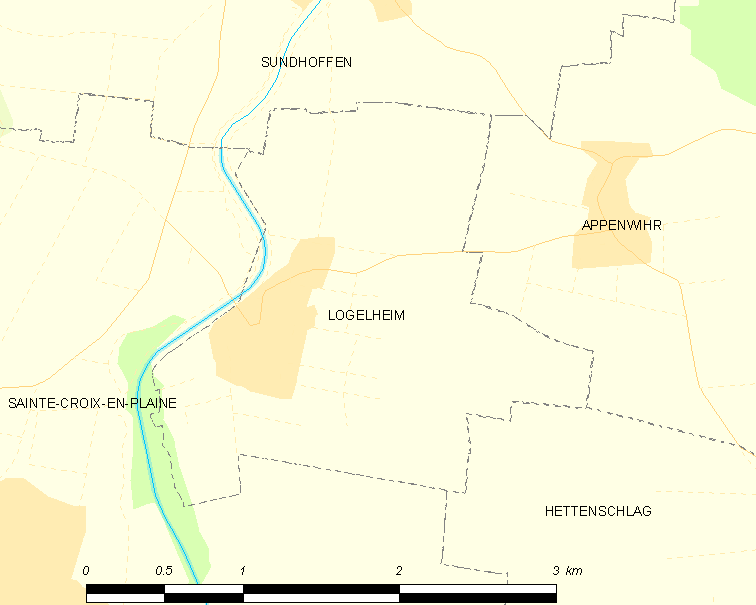
洛格莱姆的OSM定位图

## 行政
洛格莱姆的邮政编码为68280，INSEE市镇编码为68189。

## 政治
洛格莱姆所属的省级选区为恩西赛姆县。

## 人口

1962-2008年间洛格莱姆人口变化图示

洛格莱姆于2022年1月1日时的人口数量为950人。